# Pacomio Peribáñez
Pacomio Peribáñez Anton (Valladolid, 14 de mayo de 1882-Madrid, 2 de enero de 1964) fue un torero español, el primero vallisoletano de esta categoría, activo durante las dos primeras décadas del siglo XX. 

## Biografía
Pacomio Peribáñez Anton nació en Valladolid, el 14 de mayo de 1882, de padres dedicados a la venta de pescado. A los dieciocho años comenzó sus correrías taurinas. El 29 de mayo de 1902 mató por primera vez en Aranda de Duero y después se presentó en Valladolid. Actuó en Vitoria, fue nombrado en el Heraldo Alavés y en el semanario madrileño Sol y Sombra. Su primera actuación en Madrid fue en 1908.
Tomó la alternativa en Valladolid siendo padrino Manuel Rodríguez (padre) y testigo Rodolfo Gaona, el 24 de septiembre de 1911. Fueron los espadas el cordóbes Manuel Rodríguez (Manolete II) y el mexicano Rodolo Gaona y las reses seis sevillanas de Juan González Nandin. Se confirmó en Madrid el 21 de septiembre de 1913, estoquendo burós de Sánchez en unión del sevillano Antonio Guerrero (Guerrerito) y Alfonso Cela (Celita), de San Vicente de Carracedo (Lugo). Sumó trece corridas Pacomio y fue Peribáñez fue el primer matador de alternativa vallisoletano.
En enero de 1915 casó con la joven y notable actriz del Teatro Cómico Araceli Sánchez Imaz. El matrimonio habitaba en la madrileña calle del Carmen nº23. El 18 de junio de 1916, lo cogió, de gravedad en Madrid un toro. En 1916 llegó a veinticuatro corridas. Peribáñez era un gran motorista, un verdadero dominador de la motocicleta, sobre cuyas máquinas ha logrado correr a velocidades extraordinarias. El 29 de abril de 1917 salió de paseo en Madrid, en motocicleta y llevando a su esposa, Araceli Sánchez Imaz, en el sidecar se le echó encima un autocamión militar que les despidió a gran distancia. Los dos quedaron heridos muy gravemente, más Araceli. En 1918 toreó trece corridas y seis en 1919, la última para retirarse. Se despidió el 20 de septiembre en la feria vallisoletana. Habíase Araceli retirado de la escena en casarse; pero entonces volvió al teatro y en él ingresó Pacomio en 1920. Probó suerte como actor cómico, actuando junto a su esposa en la compañía de Valeriano León. Después, Pacomio volvió al toreo, aunque ya de subalterno, a las órdenes de diestros de alternativa, de novilleros y de rejoneadores. El 15 de octubre de 1933 se volvió a retirar y marchó a Cádiz para poner despacho de pescado, la misma profesión de sus padres. Fue el pensionista más antiguo del Montepío de Toreros. Fue asesor de la plaza de toros de Madrid. Falleció en Madrid el 2 de enero de 1964.

## Corridas toreadas
- 1908: 25 corridas
- 1909: 44 corridas
- 1910: 34 corridas
- 1912: 14 corridas
- 1913: 10 corridas
- 1914: 12 corridas
- 1915: 14 corridas
- 1916: 24 corridas
- 1918: 13 corridas
- 1919:  6 corridas

## Cogidas

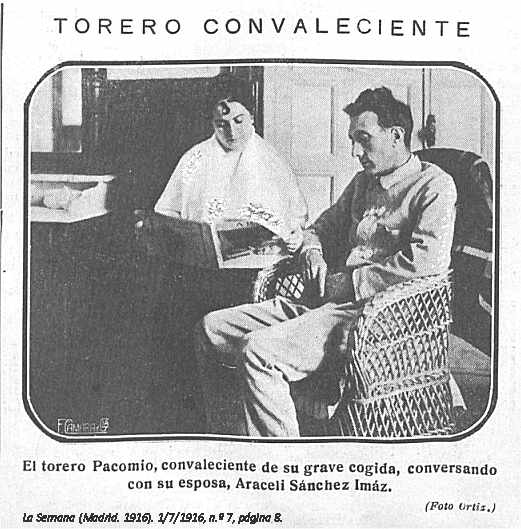
Pacomio, convalescente de su grave cogida con su esposa Araceli en 1916 (La Semana, 1 de julio de 1916)

Tuvo muchas siendo las siguientes las más importantes: el 28 de marzo de 1909 en Madrid, el 25 de mayo de 1913 en San Sebastián, el 18 de junio de 1916 en Madrid y el 18 de septiembre de 1916 en Valladolid.